# Lendorf

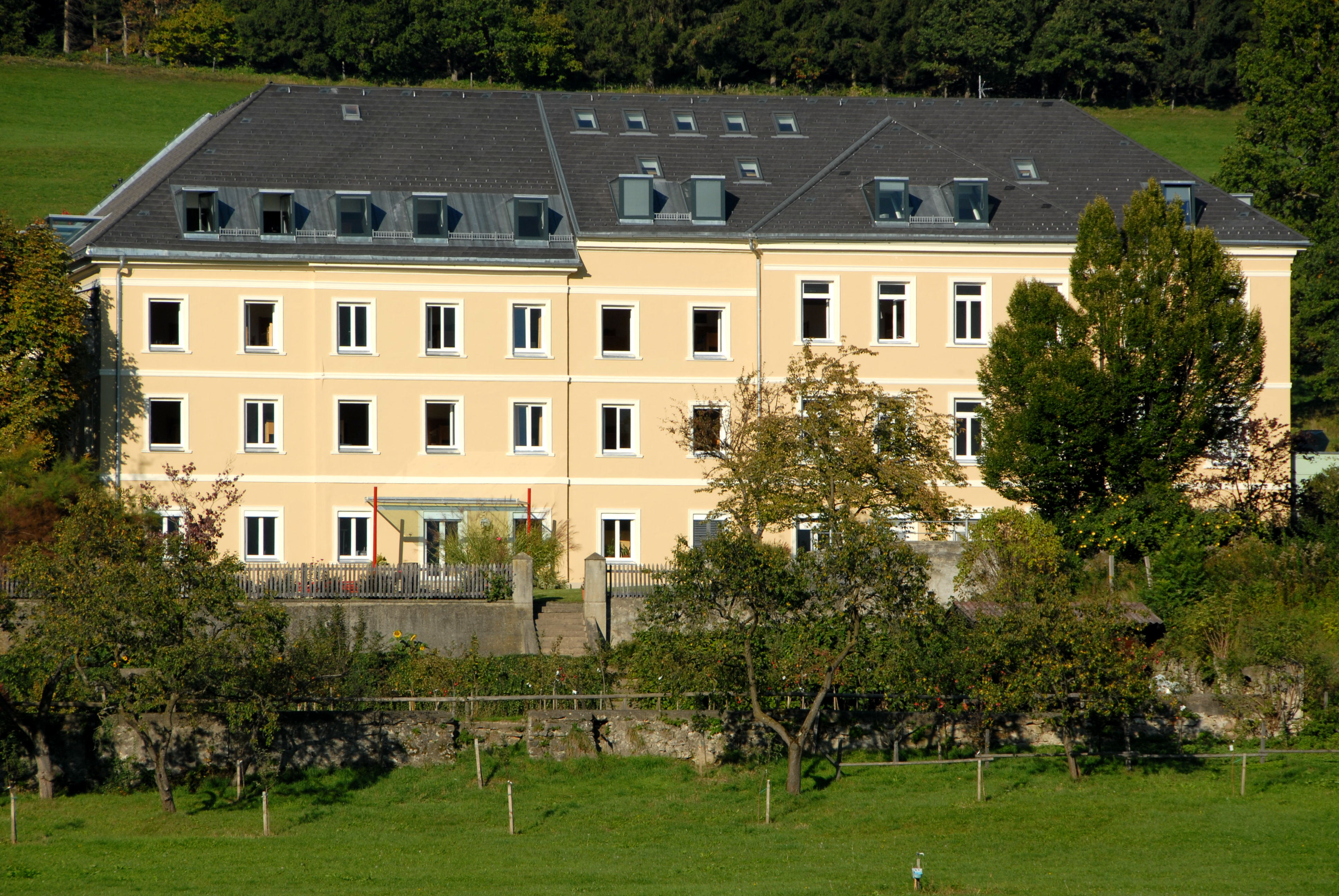
Slottet Litzlhof.

Lendorf är en ort och kommun i det österrikiska förbundslandet Kärnten. Kommunen är belägen i mellersta Kärnten några kilometer norr om staden Spittal an der Drau. Lendorf ligger vid Drautalbanan och väg B100 (Villach – Lienz – Italien).
Fynd på Holzberg vid Sankt Peter in Holz visar att området var bebott redan under bronstiden (1100 f.Kr.). Under romartiden utvecklades den romerska staden Teurnia ur ett äldre keltiskt samhälle. Teurnia var huvudstad för provinsen Noricum från 400-talet e.Kr. till undergången kring år 600. Intill utgrävningarna som kan besiktigas finns också ett museum.
Lendorf blev kommun 1887. Lendorf är en lantbrukskommun och har en lantbruksskola som är inrymd i slottet Litzlhof.
Kommunen består av nio orter (Ortschaften) (inom parentes invånarantal 1 januari 2024):

- Feicht (106)
- Feichtendorf (51)
- Freßnitz (35)
- Hühnersberg (405)
- Lendorf (960)
- Litzlhof (2)
- Rojach (93)
- St. Peter in Holz (84)
- Windschnurn (25)